# Jack Kevorkian
| Geboorte  | Jacob Kevorkian, 26 Mei 1928 in Pontiac, Michigan (V.S.)                         |
| Dood      | 3 Juni 2011 (leeftijd 83), overleden aan hartembolie, begraven in Troy, Michigan |
| Opleiding | University of Michigan (BA, MA)                                                  |
| Occupatie | Arts, schilder, schrijver, muzikant                                              |

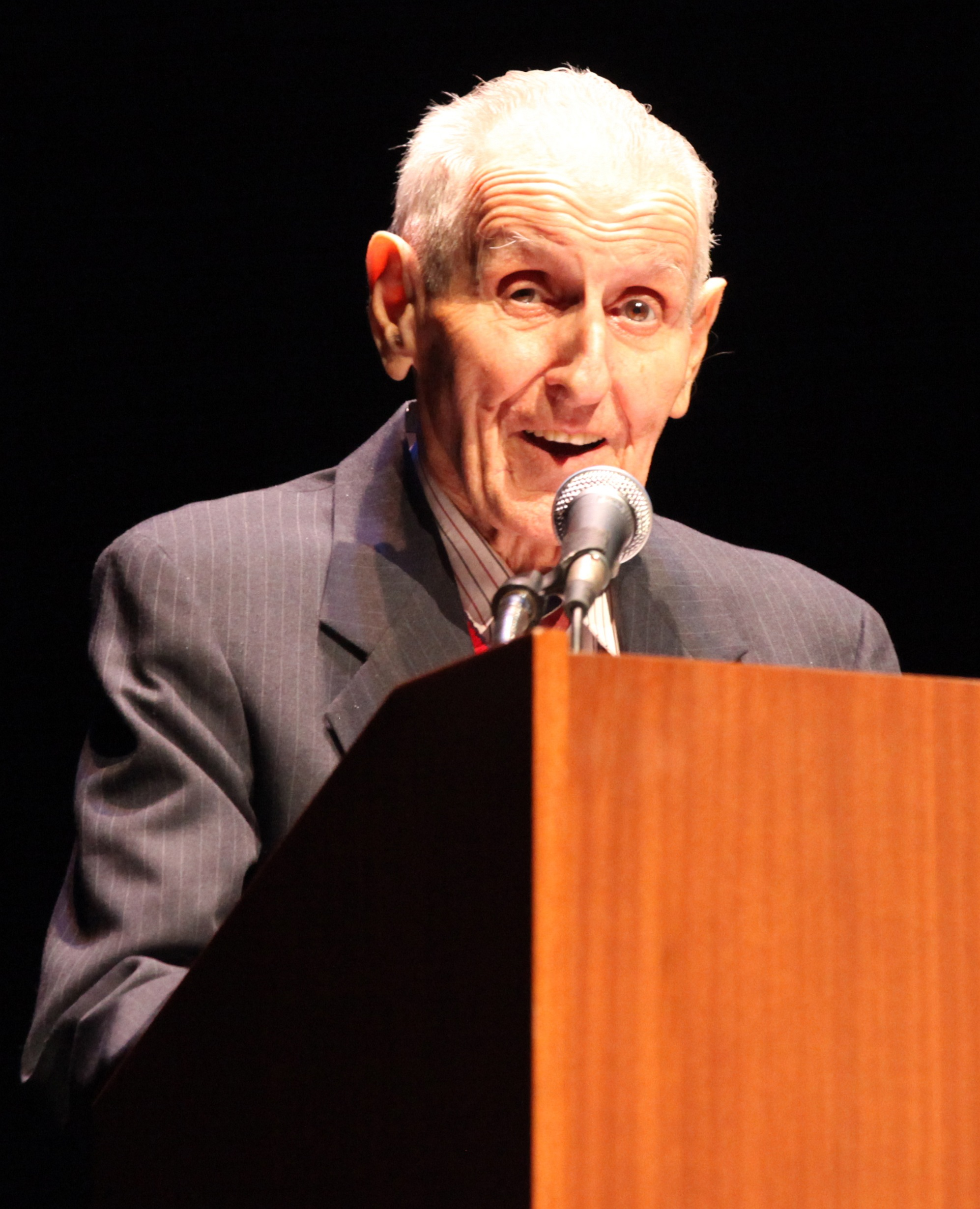
(Jack Kevorkian op 15 Januari, 2011, in de UCLA Royce Hall)

Jack Kevorkian (Pontiac (Michigan), 26 mei 1928 – 3 juni 2011) was een Amerikaanse patholoog-anatoom van Armeense afkomst die voornamelijk bekend staat als voorvechter van toegankelijke, vrijwillige euthanasie. Hij heeft, naar eigen zeggen, ten minste 130 patiënten geholpen bij het beëindigen van hun leven. Hoewel hij vaak werd afgeschilderd in de media als "Dokter Dood" werd hij ook veel gesteund. Achteraf staat hij bekend als belangrijke grondlegger voor hervorming. Bekende uitspraken zijn "Sterven is geen misdaad." en "We zijn allemaal terminaal."
In 1999 is Jack Kevorkian veroordeeld voor "hulp bij zelfdoding", na het bijstaan aan een patiënt die leed aan ALS. Na acht jaar van een gevangenisstraf van 10-25 jaar te hebben uitgezeten, kwam Kevorkian in juni 2007 voorwaardelijk vrij, onder voorwaarde dat hij zich niet meer zou mengen in het publieke debat omtrent euthanasie. De veroordeling van Kevorkian volgde op een interview dat hij gaf aan de Amerikaanse televisiezender CBS, waarin hij een opname liet zien hoe hij de patiënt dodelijke middelen toediende.
Op 3 juni 2007 werd hij geïnterviewd in het CBS-televisieprogramma 60 Minutes, hetzelfde programma dat tot zijn veroordeling had geleid. Een dag later verscheen hij bij Larry King op CNN. In 2010, niet lang voor zijn dood, zijn zowel een documentaire (Kevorkian) en een film (You Don't Know Jack, met Al Pacino als Jack) over zijn leven uitgebracht.
Kevorkian overleed op 83-jarige leeftijd aan een hartembolie. "Het was een vredige dood. Hij heeft er niets van gevoeld," aldus zijn advocaat.

## Muzikale carrière
Kevorkian was een jazzmuzikant en componist. De in Genève gevestigde organisatie Exit gaf de Amerikaanse dirigent David Woodard in 1999 de opdracht om Kevorkians orgelwerken voor blazersensemble voor te bereiden.:34–41